# Мэрайа Мунди и шкатулка Мидаса
«Мэра́йа Му́нди и шкату́лка Мида́са» (англ. The Adventurer: The Curse of the Midas Box) — фэнтезийный, приключенческий фильм режиссёра Джонатана Ньюмана, который вышел в 2013 году.

## Сюжет
Главный герой фильма — семнадцатилетний юноша Мэрайа Мунди. Вместе с младшим братом Феликсом они слушают лекцию в музее. Внезапно появляются двое незнакомцев. В то же время в музее Мэрайа знакомится со странным джентльменом по имени Уилл, который к тому же ранен. Оказывается, что это давний друг его семьи и по совместительству тайный агент общества по защите древностей. Он сообщает родителям мальчиков тревожные новости о заклятом враге общества Лугере. Получив от Уилла таинственный амулет, мать мальчиков прощается с ними и отправляет их в отель. После этого родителей похищают.
Вечером в номер гостиницы наведываются незнакомцы из музея. Мальчики напуганы, но им удаётся скрыться. В карманах они находят странный амулет и понимают, что его положила мать, когда прощалась, каждому по половине амулета. Пока братья пытаются разгадать тайну амулета, преследователи их находят. Но старый друг семьи Уилл спасает Мэрайа, в то время как Феликса похищают. Так Мэрайа снова встречает тайного агента — капитана Черити, который помогает ему разгадывать загадки. След приводит героев в отель на острове, стоящий на краю утёса, в котором похитители спрятали Феликса. Выясняется, что там же спрятана шкатулка царя Мидаса, превращающая в золото всё, что к ней прикоснётся. Именно за этой шкатулкой охотится Лугер со своими помощниками.
В отеле Мэрайа под видом прислуги выслеживает злодеев и знакомится с девушкой по имени Саша, работающей в отеле, которая начинает помогать ему. Им приходится разгадать немало загадок, много раз рискуя своей жизнью, чтобы спасти Феликса и родителей Мэрайа, а также раскрыть страшную тайну острова, на котором исчезают люди.
Конец фильма преподносит неожиданный сюрприз зрителям, намекая на продолжение. Вторая часть эпопеи уже запущена в производство, получив название «Мэрайа Мунди и Скрижали судьбы» (англ. Mariah Mundi and the Tablets of Destiny).

## В ролях
| Актёр           | Роль           |
| --------------- | -------------- |
| Анейрин Барнард | Мэрайа Мунди   |
| Майкл Шин       | Уилл Черити    |
| Лена Хеди       | Моника         |
| Кили Хоуз       | Катерина Мунди |
| Йоан Гриффит    | Чарли Мунди    |
| Сэм Нил         | Отто Лугер     |
| Тристан Геммил  | Исамбард Блэк  |
| Дениэл Уилд     | Клеви          |
| Мэлла Карон     | Саша           |
| Оливер Старк    | Глоки          |
| Хавьер Эткинс   | Феликс Мунди   |
| Сули Рими       | Шеф            |
| Уилл Пейн       |                |

## Съёмки
Съёмки проходили на юго-западе Англии, в том числе на острове Сент-Майклс-Маунт и в городах Бристоль и Бат.